# Ilmeńska Flotylla Wojenna
Ilmeńska Flotylla Wojenna (ros. Ильменская военная флотилия) – radziecka flotylla sformowana na jeziorze Ilmen w czasie II wojny światowej, do wsparcia działań wojsk lądowych Armii Czerwonej.

## Formowanie
W związku z napaścią niemieckich wojsk na ZSRR i szybkim odwrotem Armii Czerwonej, już w lipcu 1941 roku zaistniała konieczność wsparcia wojsk lądowym w rejonie jeziora Ilmen. 28 lipca 1941 dowodzący Frontem Północno-Zachodnim rozpoczął formowanie Ilmeńskiej Flotylli Wojskowej (dowódca kapitan III rangi W.M. Driewnicki), podporządkowanej operacyjnie dowództwu 48 Armii. Do 5 sierpnia w jej skład weszły 3 kanonierki (uzbrojone holowniki) i 9 kutrów.

## Działania
Od sierpnia do 15 października 1941, działając na jeziorze Ilmen oraz rzekach Wołchow i Tigoda, flotylla prowadziła rozpoznanie, pełniła służbę strażniczą, podtrzymywała działania bojowe wojsk Armii Czerwonej i przeprawiała je przez rzeki, a także osłaniała odwrót wojsk i ewakuację ludności oraz mienia z Nowogrodu. Podczas kontrnatarcia przeciwnika okręty flotylli przeprawiły na lewy brzeg rzeki Wołchow 27 Dywizję Kawalerii, a także 2 dywizje piechoty i tabory, dużą liczbę maszyn bojowych, koni i sprzętu bojowego.

## Rozformowanie
Do 15 października okręty Flotylli przeszły do Nowej Ładogi i zostały włączone w skład Flotylli Ładoskiej, a sama flotylla 20 października 1941 roku została rozformowana.

## Skład i dowódcy flotylli
W skład flotylli wchodziły kanonierki „Iżoriec”, „Ulianowsk” i „Karakozow”, kutry uzbrojone typu KM-4 (Nr 99 i Nr 100) oraz ZIS (Nr 306 i Nr 309), kutry rakietowe typu Ja-5 (numery 5, 6, 7, 8 i 9), kutry dozorowe typu BMK-70 (numery 1, 2, 3, 4) oraz ścigacze typu NKL-27 (numery 5, 7, 8 i 9).
Dowódcą flotylli był kapitan III rangi W. Driewnicki.